# Jim Steffe
Franz (Jim) Steffe, född 7 juli 1943 i Linz, Österrike, död 30 september 2014, var en österrikisk skådespelare.

## Filmografi
- 1968 – Exercis
- 1973 – Smutsiga fingrar
- 1973 – Baksmälla
- 1973 – Någonstans i Sverige
- 1974 – Inkräktarna
- 1974 – Porr i skandalskolan
- 1975 – Justine och Juliette
- 1976 – I lust och nöd
- 1977 – Molly - familjeflickan
- 1978 – Dante - akta're för Hajen!

## Teater

### Roller (ej komplett)
| År   | Roll              | Produktion                                                       | Regi               | Teater                           |
| ---- | ----------------- | ---------------------------------------------------------------- | ------------------ | -------------------------------- |
| 1966 | Extra medverkande | I afton improviserar vi Luigi Pirandello                         | Mimi Pollak        | Dramaten                         |
| 1967 | Medagerande       | Flickan i Montreal Lars Forssell                                 | Jackie Söderman    | Dramaten                         |
| 1969 |                   | Mannen från La Mancha Dale Wasserman, Mitch Leigh och Joe Darion | Lans-Erik Liedholm | Norrköping-Linköping stadsteater |
| 1970 |                   | Blodsbröllop Federico García Lorca                               | Lars-Erik Liedholm | Norrköping-Linköping stadsteater |
| 1970 |                   | Hoppa — vi har nät Joseph Heller                                 | Torsten Sjöholm    | Norrköping-Linköping stadsteater |
| 1970 | Den andra tjuven  | Bättre en tjuv i huset än en fnurra på tråden Dario Fo           | Torsten Sjöholm    | Norrköping-Linköping stadsteater |
| 1974 | Medverkande       | Britannicus Jean Racine                                          | Ernst Günther      | Dramaten                         |